# Oro en barras
Oro en barras, cuyo título original en inglés es The Lavender Hill Mob, es una comedia cinematográfica británica de 1951, dirigida por Charles Crichton y protagonizada por Alec Guinness y Stanley Holloway. Su título original hace referencia a Lavender Hill, una calle del barrio de Battersea, en el sur de Londres.
El British Film Institute (Instituto de Cine Británico) incluyó a Oro en barras como la 17.ª mejor película británica de todos los tiempos. El film original fue restaurado digitalmente y reestrenado en los cines británicos el 29 de julio de 2011, para conmemorar su 60 aniversario.

## Argumento
Holland (Alec Guinness) es un tímido empleado de banca en Londres. Durante años, ha visto como entraba y salía una gran cantidad de oro de su banco. Proyecta entonces un plan para robar un cargamento, con la ayuda de su amigo, Pendlebury (Stanley Holloway), y para ello cuentan con la colaboración de dos ladrones profesionales, Lackery Smith (Sid James) y Shorty (Alfie Bass) que les ayudarán a trasladar el botín. La idea de Holland es fundir las barras oro para convertirlas en estatuas de la Torre Eiffel y transportarlas de esta forma hasta Francia.

## Reparto
- Alec Guinness: Henry "Dutch" Holland
- Stanley Holloway: Arthur Pendlebury
- Sid James: Lackery Wood
- Alfie Bass: Shorty Fisher
- Marjorie Fielding: Señora Chalk
- Edie Martin: Señora Evesham
- Audrey Hepburn: Chiquita
- Robert Shaw: Técnico de la policía

La actriz Audrey Hepburn tiene un corto papel al principio de la película, en una de sus primera apariciones en el cine. Robert Shaw hizo su primera interpretación en esta película, en el rol de un técnico del laboratorio de la policía. La actriz inglesa Patricia Garwood también debutó en esta cinta, cuando contaba nueve años.

## Premios y nominaciones
En 1999, el British Film Institute la incluyó en el puesto 17 de la lista de las cien mejores películas británicas del siglo XX.

### Premios
- 1952. BAFTA a la mejor película británica
- 1953. Óscar al mejor guion original para T.E.B. Clarke

### Nominaciones
- 1951. León de Oro de Festival Internacional de Cine de Venecia para Charles Crichton.
- 1952. BAFTA a la mejor película
- 1953. Óscar al mejor actor para Alec Guinness